# Silene michelsonii
Silene michelsonii är en nejlikväxtart som beskrevs av Preobr. Silene michelsonii ingår i släktet glimmar, och familjen nejlikväxter. Inga underarter finns listade i Catalogue of Life.